# Monesiglio
Monesiglio – miejscowość i gmina we Włoszech, w regionie Piemont, w prowincji Cuneo.
Według danych na rok 2004 gminę zamieszkiwały 752 osoby, 62,7 os./km².